# Lyna Khoudri
Lyna Khoudri, född 3 oktober 1992 i Alger, är en fransk-algerisk skådespelare.
Khoudri har bland annat medverkat i filmerna De tre musketörerna – D’Artagnan, A Place to Fight For och November.

## Filmografi (i urval)
- 2022 – November
- 2023 – A Place to Fight For
- 2023 – De tre musketörerna – D’Artagnan
- 2024 – Imperiet
- 2025 – Eagles of the Republic